# Гроссу Семен Кузьмович
Семен Кузьмич Гроссу (18 березня 1934, с. Сатул-Ноу, нині с. Новоселівка Саратського району Одеської області) — молдавський радянський державний діяч. Член ЦК КП Молдавії в 1963—1990 роках. Член Бюро ЦК КП Молдавії з червня 1970 до листопада 1989 року. Член ЦК КПРС у 1981—1990 роках. Депутат Верховної ради Молдавської РСР 8—11-го скликань. Депутат Верховної Ради СРСР 7-го, 9—11-го скликань. Народний депутат СРСР (1989—1991). Кандидат економічних наук (1968).

## Життєпис
Народився 18 березня 1934 в селі Сатул-Ноу, жудець Четатя-Албе, Румунське королівство (нині с. Новоселівка Саратського району Одеської області, Україна).
У 1959 році закінчив Кишинівський сільськогосподарський інститут.
У 1959—1961 роках працював головним агроном колгоспу «Зоря» Олонештського району Молдавської РСР.
Член КПРС з 1961 року.
У 1961—1964 роках — голова колгоспу імені Мічуріна Каушанського району Молдавської РСР.
У 1964—1967 роках — начальник Суворовського районного управління сільського господарства Молдовської РСР.
У 1967—1970 роках — 1-й секретар Криулянського районного комітету КП Молдавії.
17 червня 1970 — 23 листопада 1976 року — секретар ЦК КП Молдавії.
1 вересня 1976 — 31 грудня 1980 року — голова Ради міністрів Молдавської РСР. Одночасно міністр закордонних справ Молдови
22 грудня 1980 — 16 листопада 1989 року — 1-й секретар ЦК КП Молдавії.
У 1990—1991 роках — аташе з питань агропромислового комплексу посольства СРСР у Мексиці.
З 1991 року — на пенсії.

## Нагороди
- два ордени Леніна (8.12.1973; 16.03.1984)
- орден Жовтневої Революції (10.03.1978)
- два ордени Трудового Червоного Прапора (27.08.1971,)
- орден Дружби народів
- медалі